# Mythimna mauritiusi
Mythimna mauritiusi är en fjärilsart som beskrevs av Márton Hreblay. Mythimna mauritiusi ingår i släktet Mythimna och familjen nattflyn. Inga underarter finns listade i Catalogue of Life.